# Grove Hill
Grove Hill é uma cidade  localizada no estado americano do Alabama, no Condado de Clarke.

## Demografia
Segundo o censo americano de 2000, a sua população era de 1438 habitantes.
Em 2006, foi estimada uma população de 1381, um decréscimo de 57 (-4.0%).

## Geografia
De acordo com o United States Census Bureau, a localidade tem uma área de 12,9 km², sem área coberta por água. Grove Hill localiza-se a aproximadamente 154 m acima do nível do mar.

## Localidades na vizinhança
O diagrama seguinte representa as localidades num raio de 40 km ao redor de Grove Hill.